# بوگوچیتسه
بوگوچیتسه (به لهستانی:  Bogucice) یک منطقهٔ مسکونی در لهستان است که در کاتوویتس واقع شده‌است. بوگوچیتسه ۲٫۷۸ کیلومتر مربع مساحت و ۱۶٬۵۳۸ نفر جمعیت دارد.